# غريغوري روز
غريغوري روز (بالإنجليزية: Gregory Rose)‏ هو مدير موسيقي وملحن بريطاني، ولد في 18 أبريل 1948.

## وصلات خارجية
- غريغوري روز على موقع ميوزك برينز (الإنجليزية)
- غريغوري روز على موقع أول ميوزيك (الإنجليزية)
- غريغوري روز على موقع ديسكوغز (الإنجليزية)